# Bois-Colombes
Bois-Colombes ist eine französische Stadt mit 29.376 Einwohnern (Stand 1. Januar 2022) nordwestlich von Paris im Département Hauts-de-Seine in der Region Île-de-France. Die Einwohner werden Bois-Colombiens genannt.
Die Stadt ist neun Kilometer vom Pariser Stadtzentrum entfernt. Das Gebiet ist eines der am dichtesten besiedelten in Europa.

## Geschichte
Bois-Colombes wurde am 13. März 1896 beim Aufteilen der Stadt Colombes gegründet.

## Baudenkmäler
Siehe: Liste der Monuments historiques in Bois-Colombes

## Städtepartnerschaften
Bois-Colombes unterhält seit 1966 eine Partnerschaft mit der bayerischen Stadt Neu-Ulm.

## Söhne und Töchter der Stadt
- Jean-François Tournon (1905–1986), Fechter
- Maurice Bellet (1923–2018), katholischer Geistlicher und Psychoanalytiker
- Géo Daly (1923–1999), Jazz-Vibraphonist und Bandleader
- Claude Lanzmann (1925–2018), Filmregisseur und Produzent
- Nicole Maurey (1925–2016), Filmschauspielerin
- Jacques Lanzmann (1927–2006), Schriftsteller und Journalist
- Philippe Bernier (1930–2000), Journalist
- Gilbert Guillaume (* 1930), Völkerrechtler und ehemaliges Mitglied des Internationalen Gerichtshofes
- René Maillard (1931–2012), Komponist
- Roger Kahane (1932–2013), Regisseur und Drehbuchautor
- Pierre Potier (1934–2006), Chemiker
- Françoise Bonnot (1939–2018), Filmeditorin
- Dominique Vautherin (1941–2000), theoretischer Kernphysiker
- Catherine Millet (* 1948), Expertin für Moderne Kunst, Chefredakteurin der Kunstzeitschrift art press und Autorin
- Rodolphe (* 1948), Comicautor
- Michel Rousseau (* 1949), Schwimmer
- Dominique Besnehard (* 1954), Schauspieler und Casting-Direktor
- Jean-Marc Bacquin (* 1964), Freestyle-Skier
- Anne-Laure Bondoux (* 1971), Autorin von Kinder-/Jugendbüchern und Romanen